# Fúrólégyfélék
A fúrólégyfélék (Tephritidae) a fejlett szárnyas rovarok (Endopterygota) közé sorolt kétszárnyúak (Diptera) rendjében a homlokréses legyek (Schizophora) alrendágának egy diverz elterjedésű családja hat alcsaláddal, mintegy 4500 fajjal. Angol nevük: „fruit fly”, azaz gyümölcslégy – nem tévesztendők össze a harmatlégyfélékkel, avagy muslicákkal.

## Származásuk, elterjedésük
Kozmopolita család, amelynek Magyarországon kb. 110 faja él. A 21. század elején több új faj jelent meg hazánkban; egyikü a cseresznyét veszélyezteti, a diólégy pedig a diótermésben okozhat jelentős károkat.

### Ismertebb hazai fajok
- európai cseresznyelégy (Rhagoletis cerasi).[1]
- nyugati dióburok-fúrólégy (Rhagoletis completa)

## Megjelenésük, felépítésük
Színezetük változatos. A szárnyuk rendszerint foltos vagy sávos, esetenként kifejezetten érdekes rajzolatú. A szárny mintázata mindig a fajra jellemző, jó rendszertani bélyeg. Nevüket arról kapták, hogy a nőstény potroha erősen szklerotizált; a tojócsövet rejtő kúpos csőbe fut ki. A tojócső utolsó előtti szelvényének alsó szegélyét kitintüskék borítják.

## Életmódjuk, élőhelyük
Egyetlen faj kivételével mindegyik faj növényi élősködő; a növények szinte minden részét megtámadhatják. Különösen a fészkesvirágúakat kedvelik.

### Szaporodásuk
Különböző növények magházába vagy a fiatal gyümölcsök héja alá petéznek. A nőstény csavaró mozdulattal, tojócső kitintüskéivel átfúrja a tápnövény szöveteit, és a furatba tojja petéjét.

### Termeszbújó fúrólégy
Az ausztráliai termeszbújó fúrólégy (Termitorioxa termitoxena) termeszek várában él.

## Gazdasági jelentőségük
Jelentős növényi kártevők.